# محوطه زیوا (۱)
محوطه زیوا (۱) مربوط به عصر مس است و در شهرستان دره‌شهر، بخش مرکزی، ۱/۵ کیلومتری جنوب دهستان ا رمو واقع شده و این اثر در تاریخ ۳۰ بهمن ۱۳۸۶ با شمارهٔ ثبت ۲۱۰۱۱ به‌عنوان یکی از آثار ملی ایران به ثبت رسیده است.